# Томмалтах мак Индрехтайг

Ирландия в VIII — первой трети IX века

Томмалтах мак Индрехтайг (др.‑ирл. Tommaltach mac Indrechtaig; умер в 790) — король Дал Арайде (776—790) и король всего Ульстера (789—790).

## Биография
Томмалтах был сыном Индрехтаха мак Летлобайра. Его отец, умерший в 741 году, владел землями суб-королевства Дал Арайде, правители которого на протяжении нескольких веков успешно соперничали с королями Дал Фиатах в борьбе за контроль над ульстерским престолом. Однако с получением в 750 году Фиахной мак Аэдо Ройном титула короля Ульстера Дал Арайде попало в сильную зависимость от Дал Фиатах.
Первое свидетельство исторических источников о Томмалтахе мак Индрехтайге относится к 776 году. В ирландских анналах сообщается, что в том году он, подняв мятеж против короля Дал Арайде Кинаэда Киаррга мак Катуссайга, заручился поддержкой Фиахны мак Аэдо Ройна и вместе с сыном короля Ульстера Эохайдом разбил в сражении при Дронге войско правителя Дал Арайде. В этой битве пали сам король Кинаэд Киаррг и его союзник Дунгал из айргиаллского септа Уи Туиртри, после чего Томмалтах был возведён на ставший вакантным престол.
Вероятно, правление Томмалтаха мак Индрехтайга не пользовалось всеобщей поддержкой его подданных, так как «Анналы Ульстера» сообщают о победе над мятежниками, одержанной им в 783 году при Дума Ахаде (в современном графстве Антрим). С его правлением связано и начало миграции на подвластные Дал Арайде земли переселенцев из септа Уи Туиртри. Вероятно, это переселение, продолжавшееся более века, носило мирный характер.
После смерти Фиахны мак Аэдо Ройна, скончавшегося в 789 году, в Дал Фиатах разгорелась междоусобная война за обладание королевским престолом. Хотя ирландские анналы титулуют Томмалтаха мак Индрехтайга только королём Дал Арайде, средневековые списки ульстерских правителей, в том числе содержащиеся в «Лейнстерской книге», называют Томмалтаха преемником Фиахны на престоле Ульстера. Предполагается, что во время воцарившегося междоусобия Томмалтаху удалось овладеть титулом короля всего Ульстера. Однако его правление продлилось очень недолго: он умер уже в 790 году. Вероятно, со смертью Томмалтаха связано сообщение «Анналов Ульстера» о резне, которую в этом же году произвели воины Дал Арайде среди жителей Дал Фиатах, но обстоятельства, при которых произошло это событие, точно неизвестны. Возможно, это была месть новому правителю Дал Фиатах Эохайду мак Фиахнаю за убийство короля Томмалтаха.
Несмотря на то, что у Томмалтаха мак Индрехтайга был сын по имени Лоингсех, новым правителем Дал Арайде стал его дальний родственник Брессал мак Флатро, а королём всего Ульстера был провозглашён Эохайд, сын Фиахны мак Аэдо Ройна.